# Піццетта
Піццета (італ. pizzetta) — це невелика піца, розмір якої може варіюватися від легку їжі до 8 сантиметрів у діаметрі   до розміру маленької піци особистого розміру.

## Підготовка
Піццетта, як правило, готується, так само як піца більшого розміру, з використанням тіста, соусу, сиру та різноманітних начинок. Іноді готують без соусу. Піццетту можна приготувати, використовуючи лепешку як основу хліба, але також використовують листкове тісто. Додаткові трави та зелень можна додати після приготування піццети. 

## Подача
Піццетту можна подавати як закуску, легку їжу і закуску. Його можна подавати з вином як доповнення до страви.

## Галерея

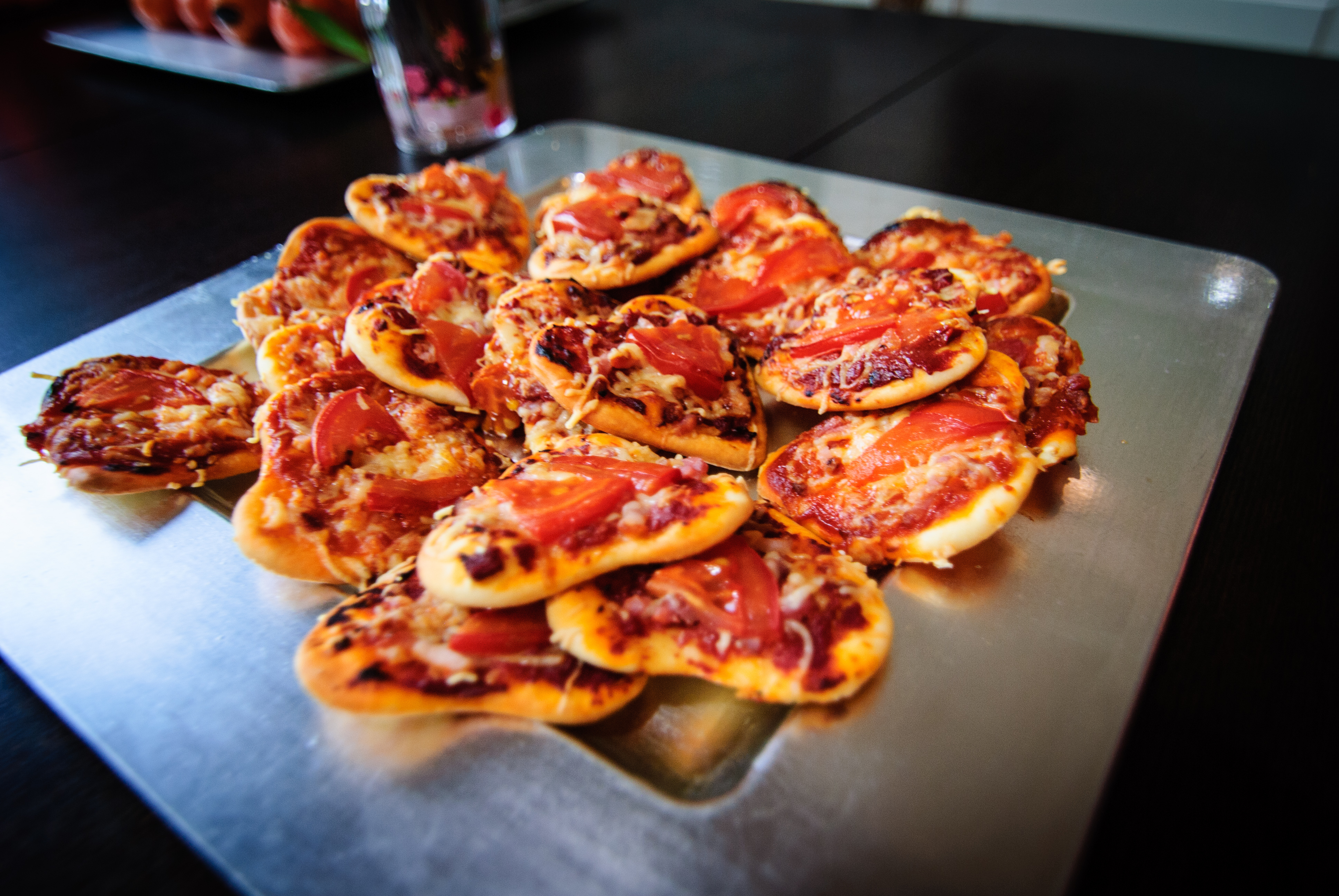
Піццет у формі серця
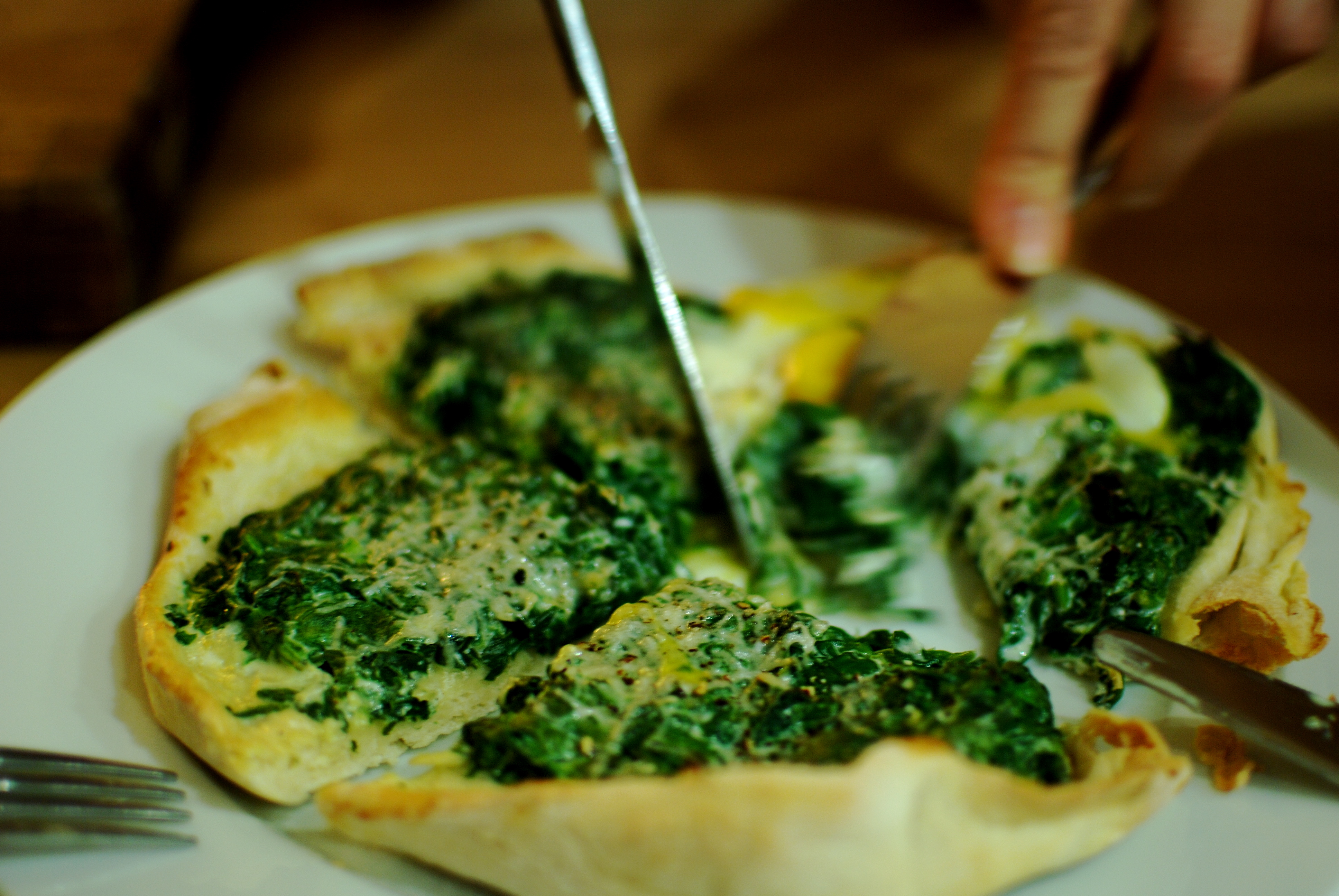
Піццетта
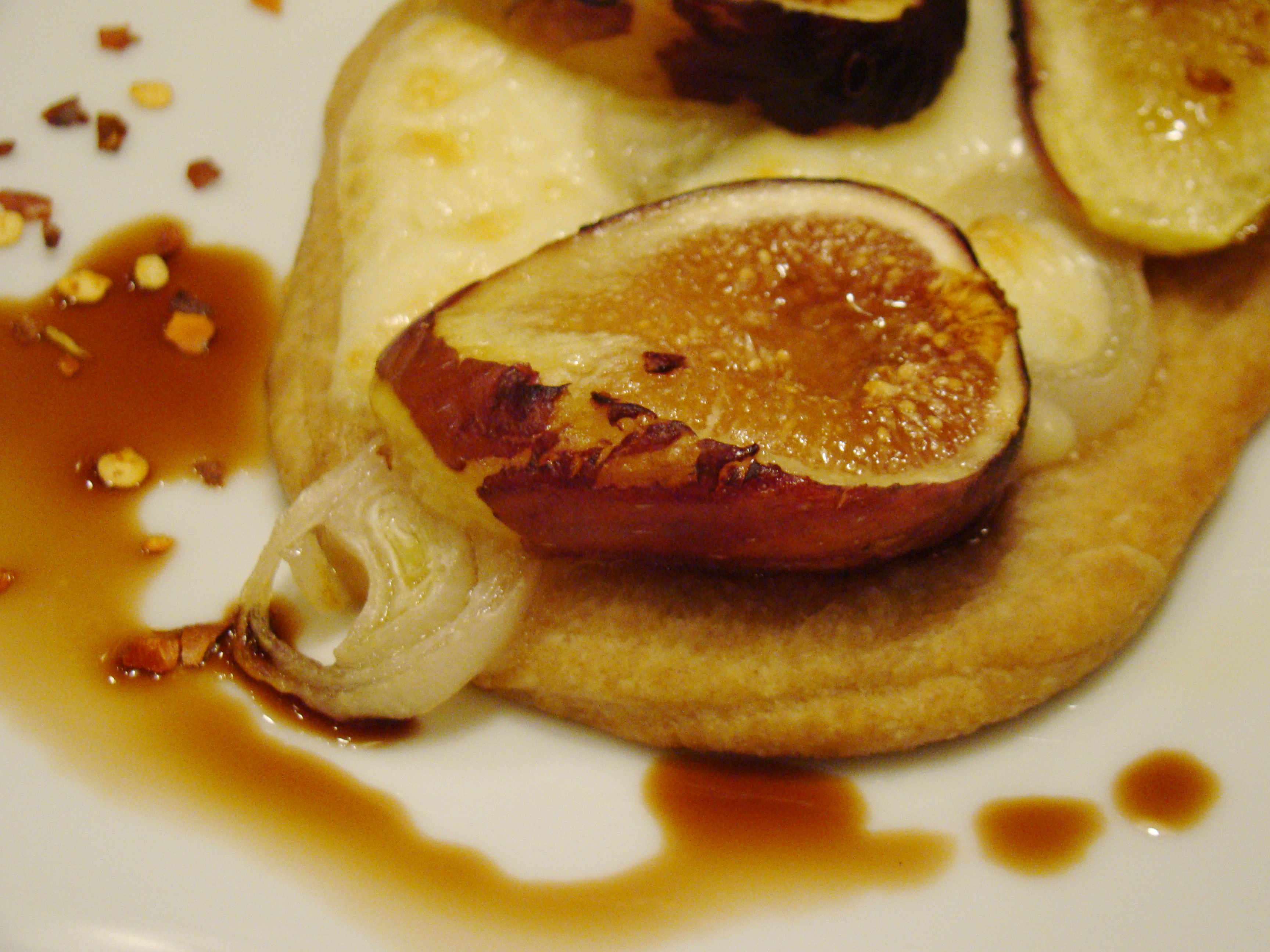
Піцета з інжиром і шалотом з бальзамічним оцтом